# Hoplotermes amplus
Hoplotermes amplus är en termitart som beskrevs av Light 1933. Hoplotermes amplus ingår i släktet Hoplotermes och familjen Termitidae. Inga underarter finns listade i Catalogue of Life.